# Soroti
Soroti er en by i den centrale del af Uganda, med et indbyggertal (pr. 2005) på cirka 43.000. Byen er hovedstad i et distrikt af samme navn, og ligger tæt ved Kyogasøen.
1°41′N 33°37′Ø / 1.683°N 33.617°Ø